# Rhia Lopes
Rhia Lloyd Lopes (Albufeira, 1996) é uma política portuguesa do partido Volt Portugal. Atualmente, é cabeça-de-lista do Volt por Portugal às eleições europeias de 2024, nomeada juntamente com Duarte Costa.

## Carreira
Estudou em Lisboa e completou o mestrado em estudos europeus, com especialização em política europeia e relações internacionais, na Universidade de Maastricht. Estagiou no Programa das Nações Unidas para o Ambiente, trabalhando no desenvolvimento e financiamento de projetos que promovam a sustentabilidade ambiental em cidades sul-americanas.
Iniciou a sua atividade profissional como consultora científica em questões ambientais relacionadas com a União Europeia. Trabalha, desde 2019, como assessora do eurodeputado independente Francisco Guerreiro nas comissões parlamentares da Agricultura e Desenvolvimento Rural (AGRI) e na Comissão de Inquérito sobre a Proteção dos Animais durante o Transporte (ANIT), nas áreas do ambiente, mobilidade sustentável, sistema alimentar sustentável, agricultura, direitos do consumidor e bem-estar animal.